# Korso kyrka
Korso kyrka (finska: Korson kirkko) är en luthersk asymmetrisk långhuskyrka som färdigställdes i Korso i Vanda stad år 1962. Kyrkan uppfördes enligt ritningar av Olli Kuusi.
Kyrkan är huvudkyrka för den finskspråkiga församlingen Korso församling.

## Historia och arkitektur
Byggandet av Korso kyrka var ett gemensamt projekt mellan Helsinge finska församling och banken Kansallis-Osake-Pankki. Församlingen behövde en egen kyrka, klocktorn och församlingscenter, medan banken behövde kontorsutrymme i det nya affärscentrat. Projektet inkluderade även uppförandet av en gemensam bostadsbyggnad.
Byggnadens yttre väggar täcktes med tegel tillverkat av Kupittaan Savi. Klockstapelns neonupplysta kors syntes långt åt alla håll, det andra upplysta korset befann sig ovanför kyrkans huvudingång och ljusmotivet fortsatte som reklamljus på affärsbyggnaden. I renoveringen vid millennieskiftet revs en del av affärsbyggnaden och den ursprungliga stapeln. Kyrksalen, orienterad i öst-västlig riktning, smalnar av mot altaret i västra änden, vars område framhävs av en vikbar bänkrad. En lägre sidobyggnad, som inkluderar bland annat församlingslokalen, är ansluten till byggnaden.
Under början av 2000-talet hölls en arkitekttävling för att förnya kyrkan och planera ett nytt församlingscentrum. Vinnaren av tävlingen var Jari Frondelius och Jaakko Keppos plan kallad Puro. Den förnyade kyrkan och det nya församlingscentrumet invigdes 2001. Korset som tidigare fanns på altaret placerades på kyrkans loft, kyrkotextilierna designades av Katri Haahti och de keramiska dopfuntarna av Irma Weckman. Konstnären Oili Mäkis altarkonstverk "Minun Herrani ja minun Jumalani," (Min Herre och min Gud) som var skapat för den gamla kyrkan, placerades i den gamla församlingssalen. Glasmålningarna, som fanns i kapellet och församlingssalen och som flyttades till den nya församlingscentralen, designades av konstnären Carolus Enckell. Kyrkans klocktorn renoverades i samband med ombyggnadsarbetena, men kyrkklockorna är ursprungliga. På klockorna är fraser ingraverade såsom "Tulkaa sillä kaikki on valmistettu" (Kom, allt är redo), "Palvelkaa Herraa iloiten" (Tjäna Herren med glädje) och "Kunnia Jumalalle korkeuksissa" (Ära vare Gud i höjden).

## Korso kyrkas begravningsplats
Invid Korso kyrka finns en liten urnebegravningsplats. Begravningsplatsen invigdes 2 juni 2002. I begravningsplatsens vitrinfönster finns en bok kallad "Livets bok", där namnen på dem som är begravda på begravningsplatsen antecknats. År 2021 togs fyra så kallade "valvgravar" i bruk, dit askan hälls. Askgravplatsen har utformats av arkitektbyrån Jari Frondelius - Jaakko Keppo.
På begravningsplatsen finns två stenmonument. Det första (Tag dem till dig till himlen) avtäcktes vid invigningen av begravningsplatsen år 2002 och det andra (Minnessten för tomma famnar) år 2008.